# 200 meter frisim för herrar i simning vid olympiska sommarspelen 2016
Herrarnas 200 meter frisim vid olympiska sommarspelen 2016 avgjordes 7–8 augusti 2016 i Estádio Aquático Olímpico.

## Resultat

### Försöksheat
| Placering | Heat | Bana | Namn                     | Nationalitet        | Tid     | Noteringar |
| --------- | ---- | ---- | ------------------------ | ------------------- | ------- | ---------- |
| 1         | 5    | 4    | Sun Yang                 | Kina                | 1.45,75 | Q          |
| 2         | 4    | 4    | Paul Biedermann          | Tyskland            | 1.45,78 | Q          |
| 3         | 5    | 6    | Chad le Clos             | Sydafrika           | 1.45,89 | Q          |
| 4         | 6    | 3    | Conor Dwyer              | USA                 | 1.45,95 | Q          |
| 5         | 4    | 5    | Townley Haas             | USA                 | 1.46,13 | Q          |
| 5         | 6    | 4    | James Guy                | Storbritannien      | 1.46,13 | Q          |
| 7         | 6    | 5    | Kosuke Hagino            | Japan               | 1.46,19 | Q          |
| 8         | 5    | 3    | Sebastiaan Verschuren    | Nederländerna       | 1.46,32 | Q          |
| 9         | 5    | 5    | Thomas Fraser-Holmes     | Australien          | 1.46,49 | Q          |
| 10        | 6    | 6    | Velimir Stjepanovic      | Serbien             | 1.46,64 | Q          |
| 11        | 4    | 6    | Jérémy Stravius          | Frankrike           | 1.46,67 | Q, WD*     |
| 12        | 4    | 8    | Dominik Kozma            | Ungern              | 1.46,68 | Q          |
| 13        | 5    | 7    | Myles Brown              | Sydafrika           | 1.46,78 | Q          |
| 14        | 2    | 4    | Cristian Quintero        | Venezuela           | 1.47,02 | Q          |
| 15        | 5    | 1    | Kacper Majchrzak         | Polen               | 1.47,12 | Q          |
| 16        | 6    | 7    | Alexander Krasnykh       | Ryssland            | 1.47,15 | Q          |
| 17        | 4    | 7    | Glenn Surgeloose         | Belgien             | 1.47,19 | Q          |
| 18        | 3    | 6    | Felix Auböck             | Österrike           | 1.47,24 |            |
| 19        | 4    | 3    | Yannick Agnel            | Frankrike           | 1.47,35 |            |
| 20        | 3    | 7    | Matthew Stanley          | Nya Zeeland         | 1.47,37 |            |
| 21        | 6    | 8    | Matias Koski             | Finland             | 1.47,40 |            |
| 22        | 3    | 4    | Federico Grabich         | Argentina           | 1.47,41 |            |
| 23        | 3    | 3    | Andrea Mitchell D'Arrigo | Italien             | 1.47,46 |            |
| 24        | 3    | 8    | Marwan El-Kamash         | Egypten             | 1.47,52 |            |
| 25        | 4    | 2    | João de Lucca            | Brasilien           | 1.47,63 |            |
| 26        | 3    | 2    | Welson Sim               | Malaysia            | 1.47,67 |            |
| 27        | 6    | 1    | Dion Dreesens            | Nederländerna       | 1.47,76 |            |
| 28        | 5    | 8    | Christoph Fildebrandt    | Tyskland            | 1.47,81 |            |
| 29        | 6    | 2    | Park Tae-hwan            | Sydkorea            | 1.48,06 |            |
| 30        | 5    | 2    | David McKeon             | Australien          | 1.48,38 |            |
| 31        | 1    | 4    | Khader Baqlah            | Jordanien           | 1.48,42 |            |
| 32        | 2    | 6    | Shang Keyuan             | Kina                | 1.48,46 |            |
| 33        | 2    | 5    | Marco Belotti            | Italien             | 1.48,71 |            |
| 34        | 1    | 3    | Alexei Sancov            | Moldavien           | 1.48,85 |            |
| 35        | 2    | 3    | Cameron Kurle            | Storbritannien      | 1.49,08 |            |
| 36        | 3    | 1    | Nikita Lobintsev         | Ryssland            | 1.49,35 |            |
| 37        | 3    | 5    | Péter Bernek             | Ungern              | 1.49,73 |            |
| 38        | 2    | 2    | Alexandre Haldemann      | Schweiz             | 1.49,94 |            |
| 39        | 1    | 5    | Anže Tavčar              | Slovenien           | 1.49,96 |            |
| 40        | 2    | 1    | Henrik Christiansen      | Norge               | 1.50,09 |            |
| 41        | 2    | 7    | Hoàng Quý Phước          | Vietnam             | 1.50,39 |            |
| 41        | 2    | 8    | Ahmed Mathlouthi         | Tunisien            | 1.50,39 |            |
| 43        | 1    | 6    | Marcelo Acosta           | El Salvador         | 1.51,46 |            |
| 44        | 1    | 7    | Noah Mascoll-Gomes       | Antigua och Barbuda | 1.53,16 |            |
| 45        | 1    | 2    | Mikel Schreuders         | Aruba               | 1.55,10 |            |
| 46        | 1    | 1    | Brandon Schuster         | Samoa               | 1.57,72 |            |
| 47        | 1    | 8    | Ahmed Gebrel             | Palestina           | 1.59,71 |            |
| 48        | 4    | 1    | Nicolas Oliveira         | Brasilien           | DNS     |            |

* Kvalificerade sig först men drog sig ur semifinalen för att fokusera på 4x100 meter frisim.

### Semifinaler

#### Semifinal 1
| Placering | Bana | Namn                  | Nationalitet   | Tid     | Noteringar |
| --------- | ---- | --------------------- | -------------- | ------- | ---------- |
| 1         | 5    | Conor Dwyer           | USA            | 1.45,55 | Q          |
| 2         | 4    | Paul Biedermann       | Tyskland       | 1.45,69 | Q          |
| 3         | 3    | James Guy             | Storbritannien | 1.46,23 | Q          |
| 4         | 1    | Kacper Majchrzak      | Polen          | 1.46,30 | 0NR0       |
| 5         | 6    | Sebastiaan Verschuren | Nederländerna  | 1.46,34 |            |
| 6         | 7    | Myles Brown           | Sydafrika      | 1.46,57 |            |
| 7         | 2    | Velimir Stjepanovic   | Serbien        | 1.47,28 |            |
| 8         | 8    | Glenn Surgeloose      | Belgien        | 1.47,36 |            |

#### Semifinal 2
| Placering | Bana | Namn                 | Nationalitet | Tid     | Noteringar |
| --------- | ---- | -------------------- | ------------ | ------- | ---------- |
| 1         | 4    | Sun Yang             | Kina         | 1.44,63 | Q          |
| 2         | 6    | Kosuke Hagino        | Japan        | 1.45,45 | Q          |
| 3         | 8    | Aleksandr Krasnykh   | Ryssland     | 1.45,69 | Q          |
| 4         | 3    | Townley Haas         | USA          | 1.45,92 | Q          |
| 5         | 5    | Chad le Clos         | Sydafrika    | 1.45,94 | Q          |
| 6         | 2    | Thomas Fraser-Holmes | Australien   | 1.46,24 |            |
| 7         | 7    | Dominik Kozma        | Ungern       | 1.47,53 |            |
| 8         | 1    | Cristian Quintero    | Venezuela    | 1.48,00 |            |

### Final
| Placering | Bana | Namn               | Nationalitet   | Tid     | Noteringar |
| --------- | ---- | ------------------ | -------------- | ------- | ---------- |
| 1         | 4    | Sun Yang           | Kina           | 1.44,65 |            |
| 2         | 1    | Chad le Clos       | Sydafrika      | 1.45,20 | 0AR0       |
| 3         | 3    | Conor Dwyer        | USA            | 1.45,23 |            |
| 4         | 8    | James Guy          | Storbritannien | 1.45,49 |            |
| 5         | 7    | Townley Haas       | USA            | 1.45,58 |            |
| 6         | 6    | Paul Biedermann    | Tyskland       | 1.45,84 |            |
| 7         | 5    | Kosuke Hagino      | Japan          | 1.45,90 |            |
| 8         | 2    | Aleksandr Krasnykh | Ryssland       | 1.45,91 |            |